# 天笠慶子
天笠 慶子（あまがさ けいこ、1951年 - ）は仙台市在住の日本画家で神奈川県出身。日展系で師匠は能島和明。宮城県芸術協会運営委員。改組 新第1回日展で入選、「いのち舞う」で第49回日春展奨励賞。他受賞多数。